# Kimmeridgium
| ❮ | System  | Serie      | Stufe         | ≈ Alter (mya) |
| ❮ | später  | später     | später        | jünger        |
| - | ------- | ---------- | ------------- | ------------- |
| ❮ | J u r a | Oberjura   | Tithonium     | 145 ⬍ 152,1   |
| ❮ | J u r a | Oberjura   | Kimmeridgium  | 152,1 ⬍ 157,3 |
| ❮ | J u r a | Oberjura   | Oxfordium     | 157,3 ⬍ 163,5 |
| ❮ | J u r a | Mitteljura | Callovium     | 163,5 ⬍ 166,1 |
| ❮ | J u r a | Mitteljura | Bathonium     | 166,1 ⬍ 168,3 |
| ❮ | J u r a | Mitteljura | Bajocium      | 168,3 ⬍ 170,3 |
| ❮ | J u r a | Mitteljura | Aalenium      | 170,3 ⬍ 174,1 |
| ❮ | J u r a | Unterjura  | Toarcium      | 174,1 ⬍ 182,7 |
| ❮ | J u r a | Unterjura  | Pliensbachium | 182,7 ⬍ 190,8 |
| ❮ | J u r a | Unterjura  | Sinemurium    | 190,8 ⬍ 199,3 |
| ❮ | J u r a | Unterjura  | Hettangium    | 199,3 ⬍ 201,3 |
| ❮ | früher  | früher     | früher        | älter         |

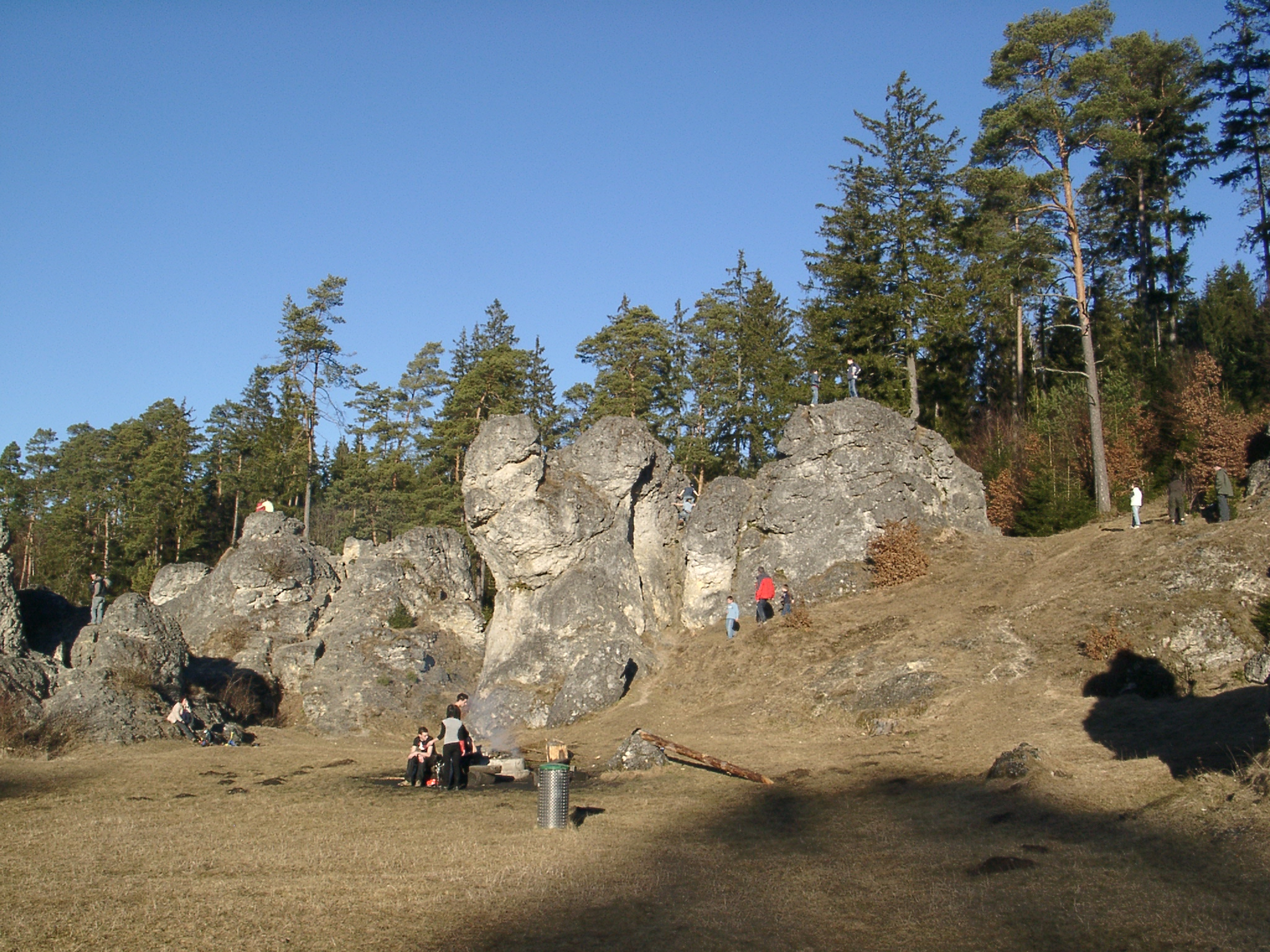
„Felsenmeer“ aus Massenkalk der Oberen Felsenkalk-Formation im Wental bei Essingen.

Das Kimmeridgium (im Deutschen oft verkürzt zu Kimmeridge, seltener auch Kimmeridgien) ist in der Erdgeschichte die mittlere chronostratigraphische Stufe des Oberjura im Jura. Geochronologisch begann die Stufe vor ca. 157,3 Millionen Jahren und endete vor 152,1 Millionen Jahren. Das Kimmeridgium folgt auf das Oxfordium; nach dem Kimmeridgium kommt das Tithonium.

## Namensgebung und Geschichte
Der Begriff „Kimmeridgien“ wurde durch Jules Thurmann 1832 eingeführt. Es handelt sich dabei um den latinisierten Namen der Ortschaft Kimmeridge, auf der Isle of Purbeck, in der Grafschaft Dorset an der Ärmelkanalküste von England.

## Definition und GSSP
Die Stufe beginnt mit den Schichten, in denen erstmals die Ammoniten-Art Pictonia baylei auftritt. Das Ende der Stufe ist mit dem Einsetzen des Ammoniten Hybonoticeras hybonotum definiert. Das Ende der Stufe fällt auch zusammen mit der Magnetanomalie M22An. Ein GSSP (globale Typlokalität und Typprofil) wurde bisher noch nicht festgelegt.

## Untergliederung
Das Kimmeridgium wird im tethyalen Bereich in sieben Ammoniten-Biozonen untergliedert:
- Hybonoticeras beckeri
- Aulacostephanus eudoxus
- Aspidoceras acanthicum
- Crussoliceras divisum
- Ataxioceras hypselocyclum
- Sutneria platynota
- Idoceras planula

Das Kimmeridgium wird in das Unter- und Oberkimmeridgium unterteilt.